# Ivana Chubbuck
Ivana Chubbuck (...) è un'insegnante di recitazione e produttrice statunitense che ha in Los Angeles l'Ivana Chubbuck Studio.

## Biografia
Nel 2004 pubblica, per la Penguin Books, il libro The Power of the Actor che viene pubblicato e tradotto molte lingue tra cui: inglese, ebraico, spagnolo, romeno, italiano, danese, russo, turco, giapponese e tedesco.
Oltre che essere un'acting coach è anche una produttrice, si ricorda per esempio Trapped - Identità nascoste (producer) e Giustizia bionda (co-producer) entrambi del 1996, Kiss Toledo Goodbye (co-producer) del 1999, Restraint (associate producer) del 2008 e Liz en Septiembre (associate producer) del 2014.